# Raitsits Emil
Raitsits Emil (Budapest, 1882. március 8. – Budapest, 1934. március 24.) állatorvos, a belgyógyászati diagnosztika tanára, kinológus.

## Élete
Apja tisztiorvos volt, korán meghalt. Osztrák születésű feleségével 1917-ben kötött házasságot, gyermekük nem volt.
Tanulmányait Budapesten végezte, 1904-ben szerzett állatorvosi oklevelet. 1905-től a belorvostani tanszék gyakornokaként állt munkába. 1909-ben tanársegédként – Köves János addigi vezető új megbízatása miatt – az Állatorvosi Főiskola ambulatóriuma és poliklinikájának vezetésével (mai szóhasználattal élve az egyetem kisállatklinikája) vezetésével bízták meg. 1924-ben az állatorvosi főiskolán segédtanárrá, 1925-ben rendkívüli tanárrá nevezték ki. A klinikát 25 éven át vezette, és tanteremmel és gyakornokokkal rendelkező intézetté fejlesztette.
1929-től a Közgazdasági Egyetemen is meghívott előadóként az állatkórtan és -járványtan tanára.

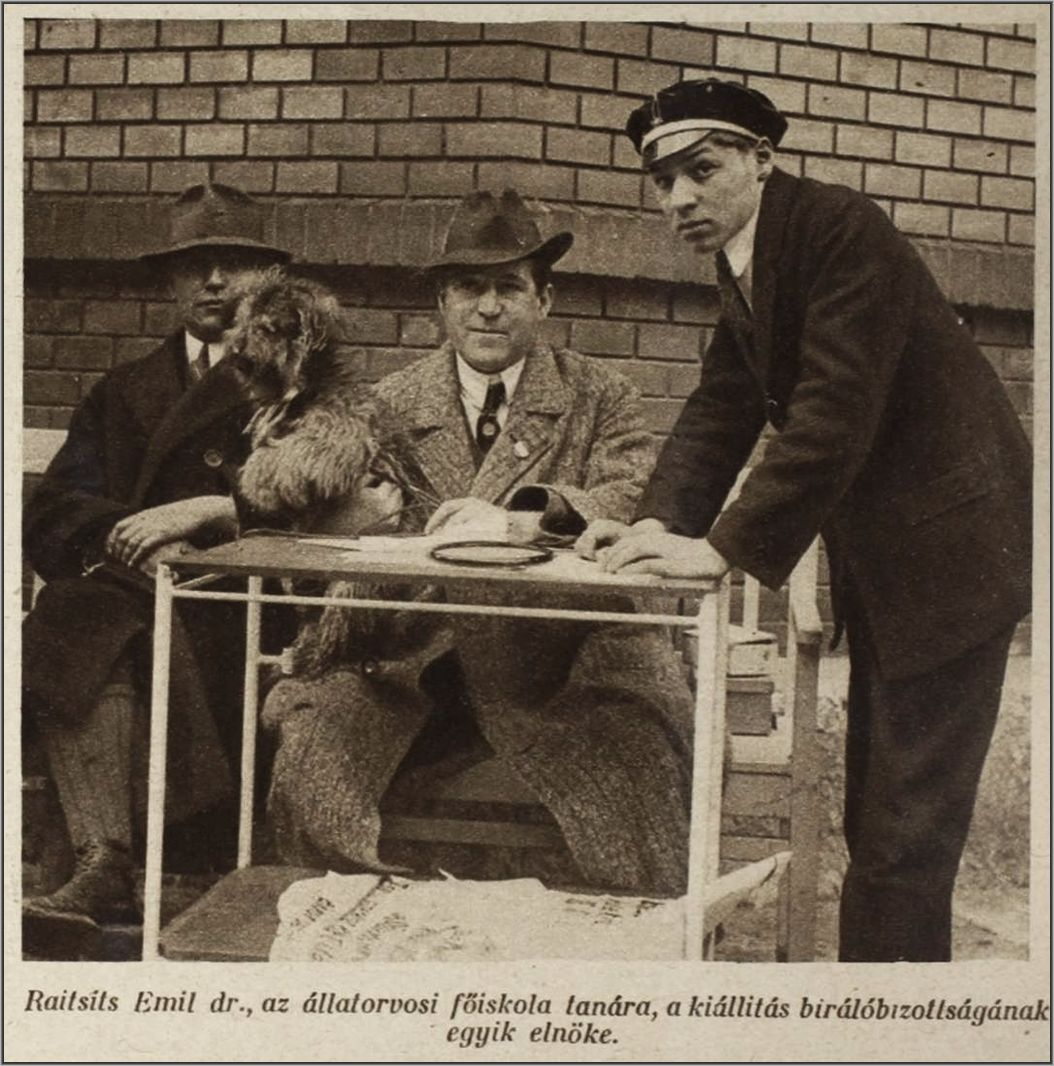
Raitsits Emil az 1925. évi kutyakiállítás bíráló bizottságának elnökeként

1910-től a Fővárosi Állat- és Növénykert állatorvosa is ő volt. 1914–1930 között szerkesztette az Állatkert kiadványát, A Természet című lapot. Lendl Adolffal, az Állatkert akkori igazgatójával jó kapcsolata volt, 1912-től kezdve az intézmény a magyar pásztorkutyafajták tenyésztésének és népszerűsítésének fontos pontja lett. Az Állatkert költségvetéséből a magyar fajták legkiválóbb példányait megvásárolták, és ezekből az egyedekből jelentős tisztavérű kenneleket alakítottak ki. A kölyköket pedig az Állatkert a nagyközönségnek értékesítette.
Az első világháború alatt polgári szolgálatra osztották be (lóorvoslással foglalkozott egy lókórházban). 1919-ben a főiskola belorvostani tanszékén a belgyógyászati bevezető tárgyak oktatásával bízták meg (belorvostani propedeutika).
1923-ban ledoktorált (Marek József, a Belorvostani Klinika igazgatója javaslatára) a lovak kehességének témaköréből (melyet már 1904 őszétől tanulmányozott.) Vizsgálatait Marek József és Hutÿra Ferenc is felhasználták már 1908-tól átfogó patológiai és terápiai tárgyú munkáikban.
1929-től bekapcsolódott az ismeretterjesztési céllal indított Rádiós gazdasági előadások sorozatba. Az ebtenyésztésről szóló előadása szélesebb körben is a kinológia egyik szaktekintélyévé avatta. 1917-től a magyar kutyafajták kérdéseivel foglalkozott, mezőgazdasági hasznukat, tenyésztési és fenntartási módjaikat ismertette, majd 1924-ben „Magyar kutyák” címmel könyvben foglalta össze cikkeit, előadásait.
Magára vállalta a Magyar kutyafajták törzskönyve szerkesztését, a magyar kutyafajták tenyésztésének irányítását.
1930 májusában elindította saját kiadásban a Kutyatenyésztés című lapot, melyet háromévi működés után a Magyarországi Telivér Kutyafajtákat Tenyésztők Egyesületeinek Szövetsége átvett, és saját hivatalos lapjaként adott ki 1933 februárjától Magyar Kutyatenyésztő címmel. A szövetség elnöke 1924-től Raisits Emil volt. Ugyanígy a Magyar Foxterrier-Tenyésztők Egyesületének is elnöke volt.
Évenként, később évente háromszor is kutyakiállításokat rendezett Budapesten és vidéken. A hazai és nemzetközi kutyakiállítások bíráló bizottságában is helyet foglalt.
Szakirodalmi munkássága széles körű volt. Írt az Állatorvosi Lapok, a Köztelek, A Természet lapokba, részt vett Alfred Brehm Az állatok világa című művének 1929. évi, magyar nyelvű kiadásának elkészítésében is. Ő írta a 3. kötet „Jakok” és „Bölények”, illetve a 8. kötet „A kanári madár” című fejezetét. Az 5. kötet „Kutya-félék” című részében ő készítette el a házikutyákkal foglalkozó fejezetet. Munkatársa volt a Tolnai-féle Új Világlexikonnak is.
Vizsgálatai alapján Raitsits elsőként be tudta bizonyítani, hogy a komondor és a kuvasz teljesen önálló fajta, de etimológiai kutatásai révén kiderítette a kuvasz szó ősi gyökereit is. Tudománytörténettel, állatfajta- és tenyésztéstörténettel is szívesen foglalkozott kutatóként, több írást megjelentetett e témában.
Fényképezni is szeretett. Az ő fotográfiái illusztrálták Hutÿra Ferenc és Marek József: Spezielle Pathologie und Therapie der Haustiere (Jena, 1905–1906) II. kötetét, mely köteteket röviden „Hutÿra—Marek”-ként emlegettek a szakmabeliek (s később számtalan újabb és átdolgozott kiadása is megjelent). A korabeli lapokban is számos fotográfiája szerepelt.
Közösen adott ki cikkeket az állatorvosi kutatás legnagyobbjaival: Marek Józseffel, Hutÿra Ferenccel, Berrár Mihállyal, Schandl Józseffel, Kotlán Sándorral. Viszont a kinológia irányába fordult szakirodalmi munkásságát a haszonállat-tenyésztésben érdekelt szakma egyre kevésbé ismerte el (a magára vállalt feladatok tömkelege szétforgácsolta energiáját, idejét lekötötték a szervezések, egyesületi munkák), melynek következményeként szakmailag egyre inkább mellőzöttnek érezte magát. 1932. március 23-án fivére, Raitsits Ferenc nyitrai kanonok agyvérzés következtében hirtelen meghalt. Ekkor búskomorságba esett. Elkeseredettségét fokozta Hutÿra nyugalomba vonulása (1933) után az Állatorvosi Főiskola beolvasztása a Magyar királyi József nádor Műszaki és Gazdaságtudományi Egyetembe. Önkezével vetett véget életének a főiskolai összevonás ellen rendezett tüntetés előestéjén, 1934. március 24-én, Budapesten.
A Fiumei úti sírkert 45-ös parcellájának 5. sorában található sírja.
Az ambulancia és a poliklinika szervezője, majd első vezető tanára volt, s a mai kisállatgyógyászat (elsősorban a kutya gyógyászata) megteremtője volt.

## Művei
- A magyar eb (1916)
- Komondor, kuvasz, puli (1917)
- A magyar juhászkutyák bírálata (1920)
- A magyar vizslák bírálata (1922)
- A fulladozás elfojtása. (Budapest, 1923. 71 lap)
- A magyar kutyák. A magyar pásztor- és juhászkutyák származása, története, leírása és tenyésztése, az ebek táplálása, ápolása és a gyakoribb belső betegségek elleni védekezés. (Budapest, 1924, 230 lap)
- A magyar juhászebekről (1926)
- A kanári betegségei. (Fodor Pállal, Budapest, 1927. 148 lap)
- Pumitenyésztésünk (1928)
- A magyar ebtenyésztés, tekintettel annak gazdasági jelentőségére. [Kiad, a] Földmív. Min. Bp. 1929, Pátria ny. 8 p. 22 cm./Rádiós Gazdasági Előadások/
- A kuvasz ősi jellegű kutyafajta (1931)